# Amanda McBroom
 (septembre 2013).
Amanda McBroom, née le 9 août 1947 à Woodland Hills, est une chanteuse, parolière, et actrice américaine.

## Biographie
Amanda McBroom est la fille de l'acteur David Bruce (1914-1976).
Elle est l'auteure de la chanson The Rose (1979) qui a reçu le Golden Globe de la meilleure chanson originale. Cette chanson est notamment interprétée par Bette Midler pendant le générique de fin du film hommage à Janis Joplin, The Rose.
Elle participe en tant que second rôle à plusieurs séries télévisées, comme Starsky et Hutch ou bien Star Trek : La Nouvelle Génération ou encore Magnum. Elle est aussi actrice de doublage pour plusieurs dessins animés. Elle participe au spectacle Jacques Brel Is Alive and Well and Living in Paris.